# Волтер Гаузер Браттейн
Волтер Гаузер Браттейн (англ. Walter Houser Brattain; 10 лютого 1902, Сямень, Китай — 13 жовтня 1987, Сіетл) — американський фізик, лауреат Нобелівської премії з фізики в 1956 році «за дослідження напівпровідників і відкриття транзисторного ефекту» (разом з Вільямом Бредфордом Шоклі і Джоном Бардіном).

## Біографія
Волтер Браттейн народився в родині Росса Р. Браттейна й Оттіль Гаузер у місті Сямень (Амой) у Китаї. Виріс у штаті Вашингтон, США. Ступінь бакалавра здобув у 1924 році в Уїтменському коледжі, ступінь магістра в 1926 році в Орегонському університеті. Після захисту дисертації в 1929 році в Університеті Міннесоти влаштовується на роботу в лабораторії Белла.
У 1935 році Браттейн одружився з Керен Гілмор, яка була хіміком за спеціальністю. У них народився син Вільям Гілмор Браттейн. 10 квітня 1957 року Керен померла. 
У 1958 році вдруге одружився з Еммі Міллер. В 1970-х роках він переїхав до Сіетла і жив там до смерті.
Помер від хвороби Альцгеймера 13 жовтня 1987 року у Сіетлі. Похований на міському кладовищі Померой у Вашингтоні.

## Наукова діяльність
Браттейн займався переважно властивостями поверхонь твердих тіл. Після перших своїх досліджень вольфраму він зайнявся поверхневими ефектами в напівпровідниках, таких як кремній і германій, і зробив суттєвий внесок у їхнє розуміння. Разом із Джоном Бардіном розробив транзистор на точковому p-n переході.
У 1952 році доктор Браттейн здобув ступінь почесного доктора наук у Портлендському університеті.
У 1956 році визнаний гідним, разом з Джоном Бардіном і Вільямом Шоклі, Нобелівської премії з фізики «за дослідження напівпровідників і відкриття транзисторного ефекту».
Доктор Браттейн — член Національної академії наук та Інституту Франкліна, член Американського фізичного товариства.

## Нагороди
- Медаль Стюарта Балантина, від інституту Франкліна, 1952 рік.
- Медаль Джона Скотта, 1954 рік.
- Нобелівська премія з фізики, 1956 рік.